# 주고 마사키
주고 마사키(일본어: 中後 雅喜, 1982년 5월 16일 ~ )는 일본의 전 축구 선수이다.

## 구단 경력
2005년 J1리그의 가시마 앤틀러스에 입단하였다. 2007년과 2008년 2번의 J1리그 우승을 차지하였다. 2009년 J2리그의 제프 유나이티드 지바로 이적했다. 2011년 세레소 오사카로 이적했다. 2012년부터 2017년까지 도쿄 베르디에서 뛰었다. 2017년후 현역 은퇴.

## 지도자 경력
2024년 가시마 앤틀러스의 감독으로 취임하였다.